# Louis-Gaston de Sonis

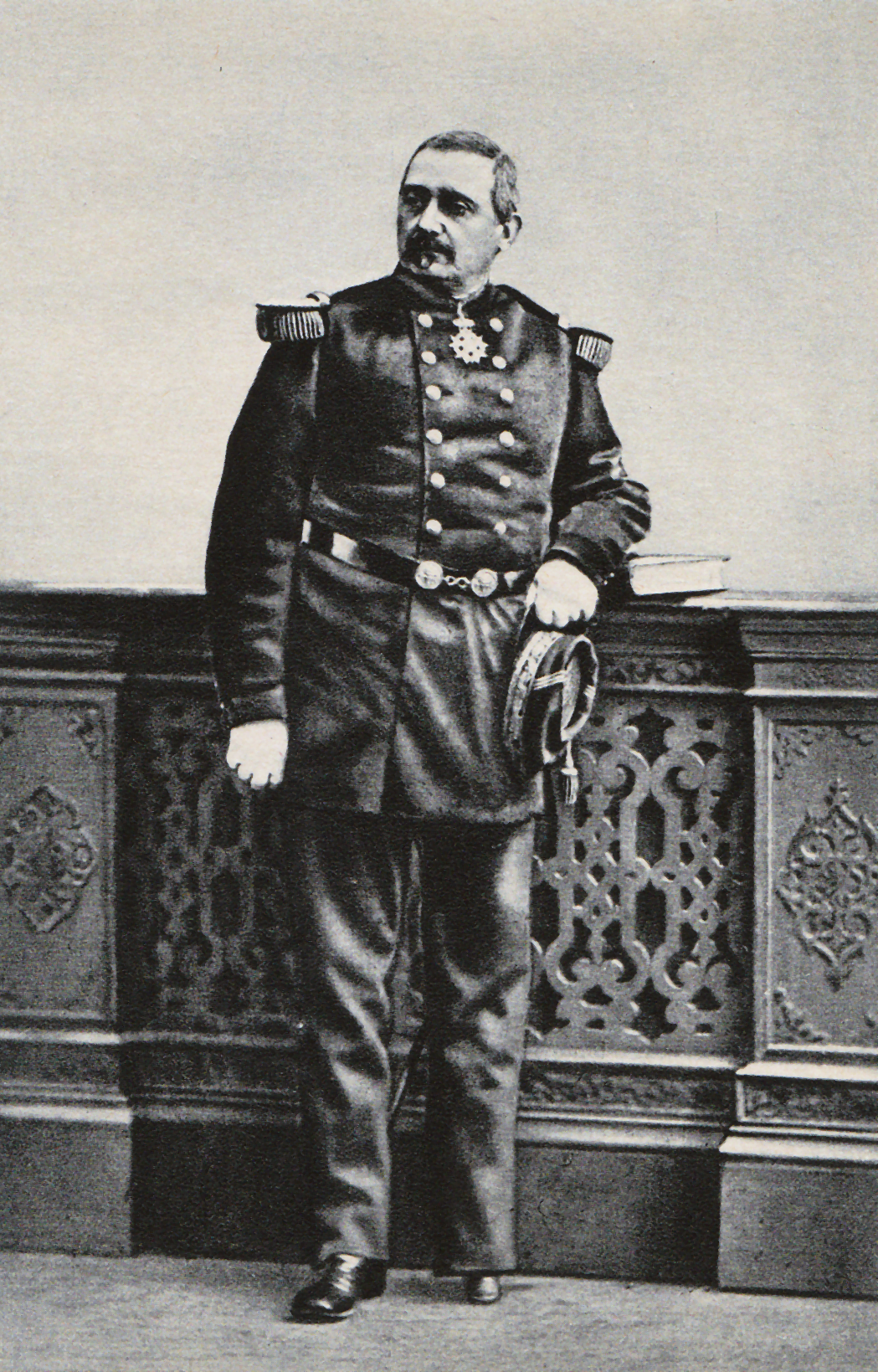
Louis-Gaston de Sonis w latach 70. XIX wieku

Louis-Gaston de Sonis (ur. 25 sierpnia 1825 w Pointe-à-Pitre na Gwadelupie, zm. 15 sierpnia 1887 w Paryżu) – francuski sługa Boży Kościoła katolickiego.

## Życiorys
Louis-Gaston de Sonis urodził się w Pointe-à-Pitre na wyspie Grande-Terre, wschodniej części Gwadelupy, w archipelagu Małych Antyli. Gwadelupa była wówczas kolonią francuską (obecnie jest departamentem zamorskim Francji). Jak jego ojciec był wojskowym. 
Do Francji przyjechał, aby kształcić się w elitarnej wojskowej szkole średniej Prytanée Militaire w La Flèche, następnie kontynuował naukę w Akademii Wojskowej Saint-Cyr. Po jej ukończeniu wstąpił do szkoły kawalerii w Saumur. W stopniu porucznika dołączył do 5. regimentu huzarów w Castres. Za namową kolegów niecały rok był tu członkiem jednej z lóż masońskich organizacji Wielki Wschód Francji, z której wystąpił z głośnym protestem.
W wieku 45 lat został mianowany generałem. Podczas wojny francusko-pruskiej dowodził XVII Korpusem francuskiej Armii Loary w bitwie pod Loigny. Walczący pod sztandarem Serca Jezusowego oddział „ochotników z zachodu” składał się z żuawów papieskich i żołnierzy Legii Cudzoziemskiej. Ciężko ranny w czasie walki, ze zgruchotanym udem, spędził noc w temperaturze -20 °C, aby uspokoić rannych żołnierzy zgromadzonych wokół niego. Następnego dnia amputowano mu nogę. 
Otrzymał Krzyż Wielkiego Oficera (Grand Officier) orderu Legii Honorowej. W 1880 papież Leon XIII nadał mu tytuł „hrabiego Rzymu i Sonis” (comte romain et Sonis).
De Sonis w wieku 10 lat stracił matkę, a w wieku 19 lat także ojca. Utrata bliskich zapoczątkowała jego nawrócenie. Jako młody oficer był jedynym praktykującym katolikiem w swoim roczniku. W wieku 23 lat, 18 kwietnia 1849 poślubił w Castres 17-letnią Anaïs Roger; z tego związku miał dwanaścioro dzieci. Żona przeżyła go o 40 lat. Zmarł 15 sierpnia 1887 roku i zgodnie ze swoją ostatnią wolą został pochowany na polu  bitwy pod Loigny. 
Trwa jego proces beatyfikacyjny, 13 grudnia 1991 wydano dekret o uznaniu „heroiczności cnót” w dochodzeniu diecezjalnym.